# スコール (飲料)
スコール（Skal, Skál）は、宮崎県都城市に本拠を置く南日本酪農協同（デーリィ）が1972年から販売しているヨーグルト風味の炭酸飲料で、同社の登録商標（第1493794号ほか）である。

## 概要
スコールとはデンマーク語で「乾杯」という意味で、キャッチコピーは「愛のスコール」。脱脂乳をベースにした発酵乳を独自製法で発酵、炭酸水を加えた炭酸飲料。
ロゴの背面に描かれている模様はみなみじゅうじ座（南十字星）を表現し、基調カラーのグリーンに合わせて幸運を呼ぶ四つ葉のクローバーのイメージも重ねられている。また、シンボルキャラクターの白鳥は南十字星と対になる、はくちょう座（北十字星）から連想されたものである。
キャッチフレーズは発売の際に社内で考案された。炭酸を加えることで老幼問わず多くの人たちに牛乳を飲んでほしいという「乳業メーカーの願い=愛」を込め、さらに甘酸っぱい口当たりが「初恋=愛」を連想させることから「愛のスコール」と決定した。

## 歴史

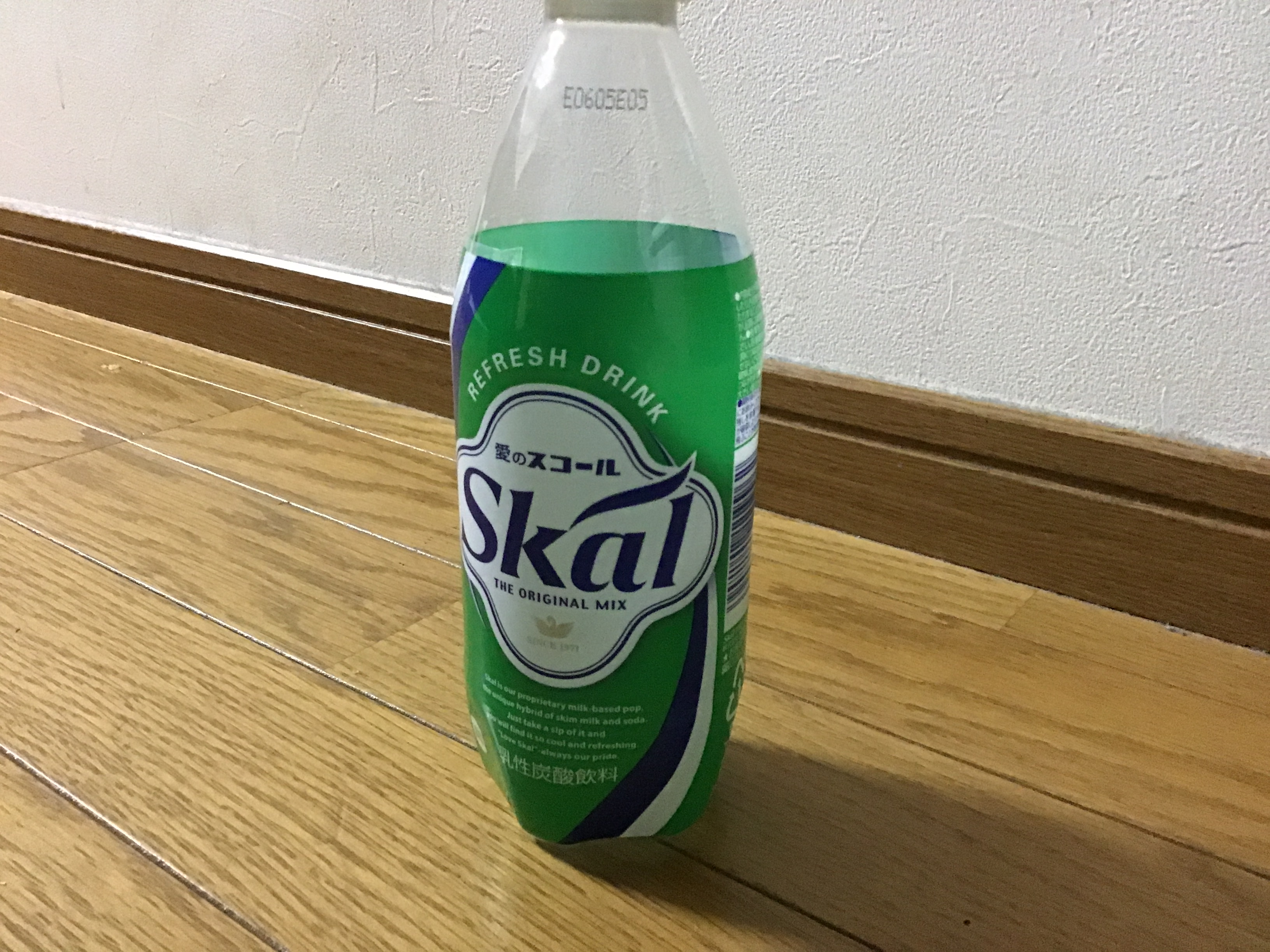
日本コカ・コーラ版の
「スコール」

- 1972年 - 「乳性炭酸飲料」という新しいジャンルの飲料として発売。開発されたのは前年の1971年（容器に「SINCE 1971」と記載）。乳酸飲料の炭酸化では1973年発売のカルピスソーダに先行した。
- 1973年 - 関西地区でセブンアップ飲料（関西）（現：チェリオコーポレーション）が、神奈川県・静岡県・山梨県では富士コカ・コーラボトリング（現：コカ・コーラボトラーズジャパン）の子会社である「株式会社さわやか」が取り扱いを始め、九州以外にも進出を果たす。
- 1975年 - 中京地区で発売。
- 1970年代後半 - キリンビールの清涼飲料販売部門であったキリンレモンサービス（現：キリンビバレッジ）がフランチャイズとなり東京地区で発売。
- 1984年 - アメリカ合衆国でスコール発売。
- 1996年 - 発売25周年を記念して、全国で「スコールプレミアムキャンペーン」を実施。
- 2001年 - スコール発売30周年記念キャンペーン実施。
- 2006年 - スコール発売35周年記念キャンペーン実施。
- 2014年 - コーポレートロゴの改定に伴い、500mlペットボトルの製品右上にブランドロゴ「Dairy」が表記される。
- 2015年 - 南日本酪農協同の許諾により、日本コカ・コーラよりスコールを全国で発売。当初は340ml缶のみ、2016年より265mlペットボトルと500mlペットボトルも発売。パッケージ正面左下に1本あたりのカロリーを表示している。
- 2017年 - サッポロビールより、「サッポロ 愛のスコールホワイトサワー[2]」（アルコール分4% リキュール【発泡性】）が西日本エリア限定発売。同年9月5日より全国へ拡大。

## 商品
- スコールシャルドネ&カベルネ
- スコールウォーター[3]
- スコールマンゴー（コカ・コーラ）
- スコールマンゴークリームソーダ（南日本酪農協同）
- スコール完熟マンゴー[4]（南日本酪農協同。翌年、コカ・コーラも販売）
- スコール宮崎産日向夏
- スコールラムネ風味
- スコール3つの果実
- スコールバレンシアオレンジ
- スコールメロン
- スコールあまおう
- スコール長野産巨峰
- スコールブルーソーダ
- スコールライチ
- スコールオレンジ
- スコール エナジー250mlV[5]
- スコールゴールデンパイン
- スコール濃いめ
- スコール乳酸菌飲料
- スコール白桃
- スコールさがほのか
- スコール赤ぶどう
- スコールみかん[6]
- スコールいちごミルク風味
- スコールフルーツパンチ
- スコールエナジーラッシュ!
- スコール濃いめマンゴー
- スコールみかん（和歌山県産温州みかん使用）
- スコールパイン（沖縄県産パイン果汁使用）
- スコールシャインマスカット
- スコールれん乳いちご
- スコールりんご
- スコールメロンクリームソーダ

## 備考
- スコール開発以前、南日本酪農協同では慢性化した余乳処理の行き詰まりに頭を悩ませていたが、スコールの販売が大好評を博したことで問題が大きく解消された。
- かつてフランチャイズだった縁で、キリンのカップベンダーに「KIRIN」のロゴが入ったスコールウォーターが入っていた。また、関西地区のキリン自動販売機限定で販売された製品も存在した。
- 宮崎では、サイダーやお茶を協同販売している「サンA」ブランドで知られている宮崎県農協果汁の自動販売機にて販売されていた。
- 「ラムネ風味」や500ml缶などは、実質チェリオのルートのみでの取り扱いとなっている。
- ヤクルトから発売された炭酸飲料のスカール（SUKAR）とは別の商品である。
- 扇雀飴本舗が「スコールキャンデー[7]」を出している。

## 類似商品
- アサヒ飲料「カルピスソーダ」（1973年～）
- 日本コカ・コーラ「アンバサ」（1981年～）
- ヤクルト「ミルージュソーダ」（1999年～[8]）
- サンガリア「ヨーグルンソーダ」（2012年～[注 1]）